# روبرت لوسون (سياسي أسترالي)
روبرت لوسون (بالإنجليزية: Robert David Lawson)‏ هو ضابط جوي ومحامي وسياسي أسترالي، ولد في 15 أغسطس 1944 في أستراليا. حزبياً، نشط في حزب أستراليا الليبرالي (فرع جنوب أستراليا) ‏. في 1993 South Australian state election ‏، انتخب عضو مجلس جنوب أستراليا التشريعي وقد انضم خلال فترته النيابية ‏ (11 ديسمبر 1993 – 19 مارس 2010) للكتلة البرلمانية حزب أستراليا الليبرالي (فرع جنوب أستراليا) ‏.